# شينتارو أسانوما
شينتارو أسانوما (浅沼晋太郎 أسانوما شينتارو) هو ممثل ياباني ولد في 5 يناير 1976 في موريوكا, إيواته.

## أدواره في الأنمي

### مسلسلات أنمي تلفزيونية
- غوين ساغا - استفان
- أوكامي-سان و رفاقها السبعة - تارو أوراشيما
- مجرة الحصير - «واتاشي»/الراوي
- يوغي 5D's - كرو هوغان
- شوغو كارا! - شوجي هيناموري
- الخيانة تعرف اسمي - ماساموني شينميه
- ماذا لو كانت مديرة بيسبول الثانوية تقرأ "الإدارة" من تأليف دراكر - ماسايوشي نيكاي
- فراكتال - سوندا
- ميري آكلة الأحلام - كريس إيفرغرين
- ستار درايفر - شينغو ماكيبا
- أكسل وورلد - تاكومو مايوزومي
- مثيرو المشاكل يأتون من عالم آخر, أليس كذلك؟ - إيزايوي ساكاماكي
- عاصفة زيتسوين - تاكومي هاياكاوا
- أص الديناري - يويتشي كوراموتشي
- طوكيو غول - نيشيكي نيشيو
- طوكيو غول A√ - نيشيكي نيشيو
- سيتوكاي ياكويندومو - تاكاتوشي تسودا
- سيتوكاي ياكويندومو * - تاكاتوشي تسودا
- ويك أب، غيرلز! - كوهيه ماتسودا
- بوبوكي بورانكي - ريوكي
- بوبوكي بورانكي: عمالقة الكوكب - ريوكي
- توكين رانبو: هانامارو - ناكيغيتسوني
- توكين رانبو: هانامارو: الموسم الثاني - ناكيغيتسوني
- كوزو نو هونكاي - أتسويا كيريشيما
- حبيبتي الأولى غيارو - جونيتشي هاشيبا
- صراع الطبخ: الطبق الثالث - رينتارو كوسونوكي
- نيان كوي! - جونبي كوساكا

### أوفا أنمي
- شاكوغان نو شانا S - يوكيو هاماغوتشي

### أفلام أنمي
- سلسلة أفلام حدود الفراغ
  - حدود الفراغ: الفصل الثالث «بقايا الألم» - فرد من عصابة المشاغبين
- يوغي: روابط تتخطى الزمن - كرو هوغان
- ويك أب، جيرلز!: النجمات السبع - كوهيه ماتسودا
- ويك أب، جيرلز!: ظل الشباب - كوهيه ماتسودا
- ويك أب، جيرلز!: بيوند ذا بوتوم - كوهيه ماتسودا

## أدواره في ألعاب الفيديو
- زينوبليد كرونيكلز - شولك
- جاي-ستارز فيكتوري فرسس - كوسوؤو سايكي
- ستريت فايتر V - أليكس

## أدواره في الدبلجة اليابانية
- دريك آند جوش - دريك

## وصلات خارجية
- شينتارو أسانوما على موقع IMDb (الإنجليزية)
- شينتارو أسانوما على موقع ميوزك برينز (الإنجليزية)
- شينتارو أسانوما على موقع ديسكوغز (الإنجليزية)
- شينتارو أسانوما على موقع قاعدة بيانات الفيلم (الإنجليزية)
- شينتارو أسانوما على موقع كينوبويسك (الروسية)
- شينتارو أسانوما على موقع ANN person (الإنجليزية)